# Liste des monorails

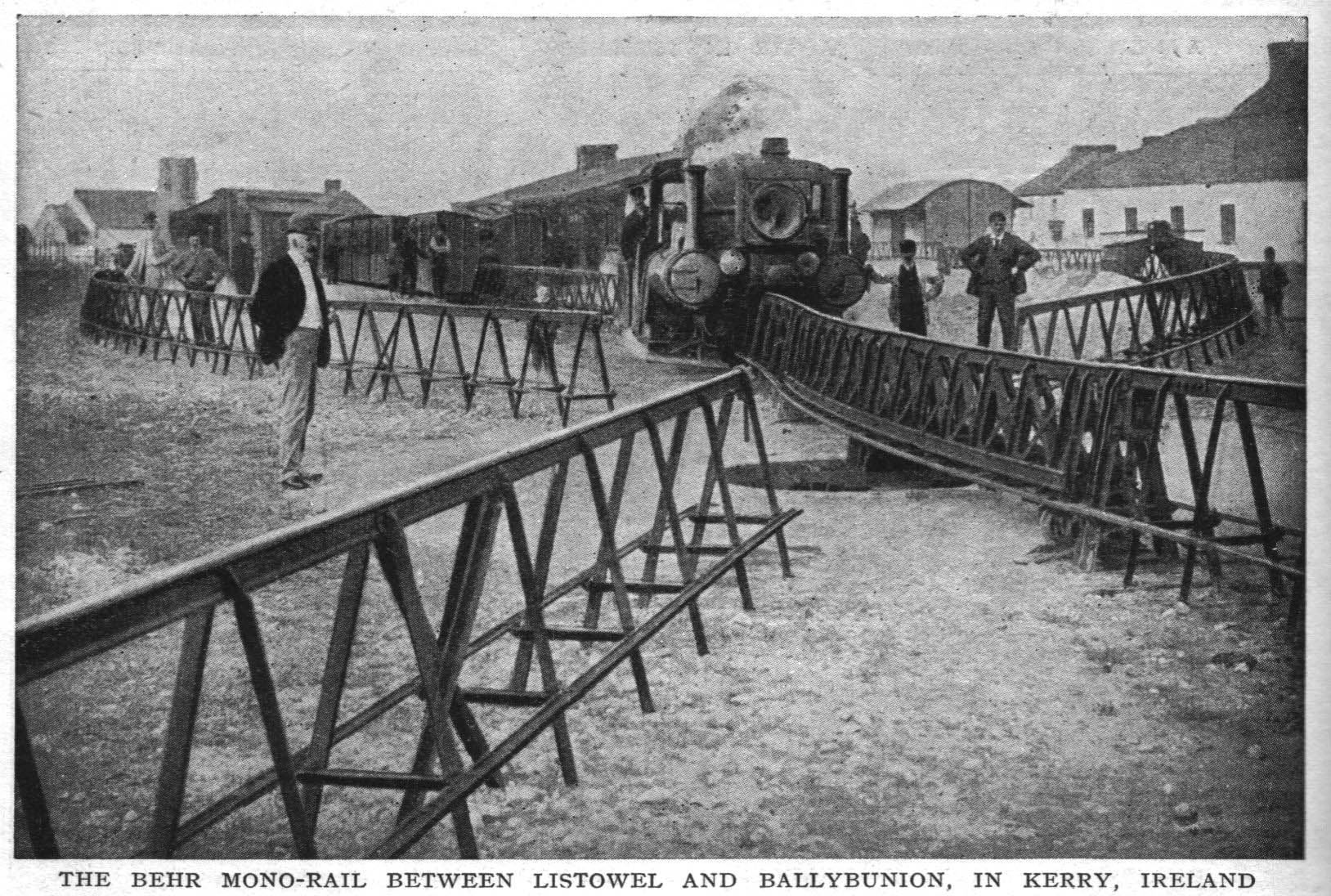
Ancêtre

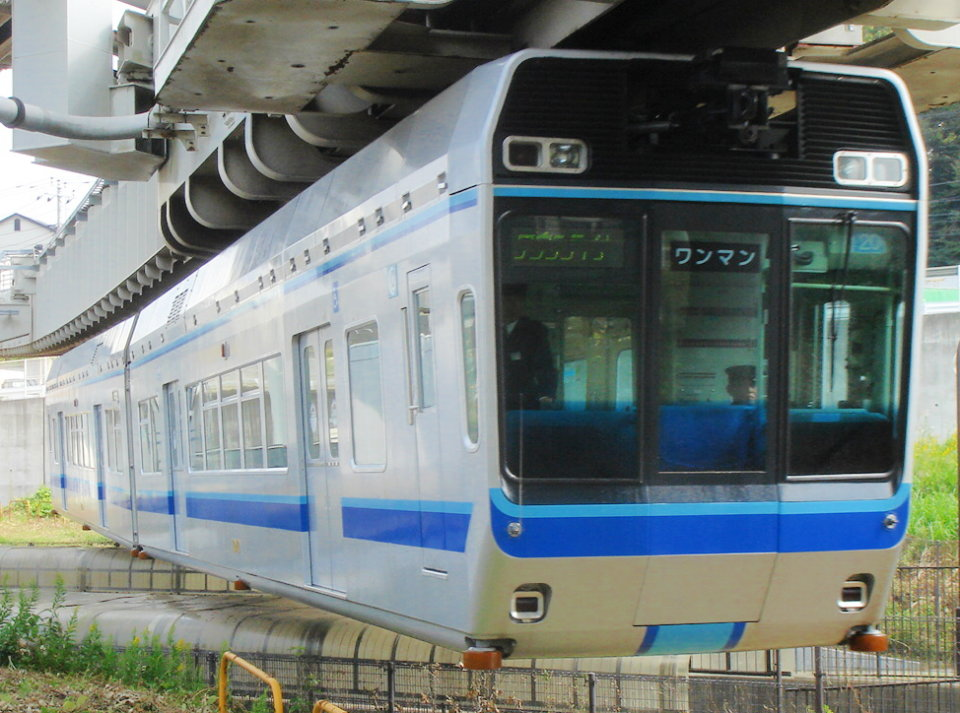
Suspendu

Ci-après la liste des monorails en service dans le monde. Ce système particulier de transport guidé est comparable au chemin de fer en dépit de son infrastructure spécifique.
| Ville / localité              | Pays                | Nom                                                       | Type de monorail     | Année ouverture | Stations | Longueur  | Usage                | Constructeur                                               |
| ----------------------------- | ------------------- | --------------------------------------------------------- | -------------------- | --------------- | -------- | --------- | -------------------- | ---------------------------------------------------------- |
| Gold Coast                    | Australie           | Sea World Monorail System (en)                            |                      | 1986            | 3        | 2 km      | Ligne urbaine        |                                                            |
| Lichtaert                     | Belgique            | Bobbejaanland Monorail                                    |                      | 1961            | 3        | 1,85 km   | Parc à thème         |                                                            |
| São Paulo                     | Brésil              | Ligne 15 du métro de São Paulo                            |                      | 2014            | 7        | 8,9 km    | Ligne urbaine        | Alstom (ex-Bombardier)                                     |
| Chongqing                     | Chine               | Ligne 2 du métro de Chongqing                             | Poutre centrale      | 2005            | 25       | 31,36 km  | Ligne urbaine        | Hitachi Rail Kawasaki, CRRC                                |
| Chongqing                     | Chine               | Ligne 3 du métro de Chongqing                             | Poutre centrale      | 2011            | 45       | 67,09 km  | Ligne urbaine        | Hitachi Rail Kawasaki, CRRC                                |
| Shenzhen                      | Chine               | Happy Line (en)                                           |                      | 1998            | 7        | 3,88 km   | Parc à thème         |                                                            |
| Shenzhen                      | Chine               | Window of the World Monorail (en)                         |                      | 1993            | 3        | 1,7 km    | Parc à thème         |                                                            |
| Wuhu                          | Chine               | Ligne 1 du monorail de Wuhu                               | Poutre centrale      | 2021            | 25       | 30,517 km | Ligne urbaine        | CRRC (PATS)                                                |
| Wuhu                          | Chine               | Ligne 2 du monorail de Wuhu                               | Poutre centrale      | 2021            | 11       | 15,787    | Ligne urbaine        | CRRC (PATS)                                                |
| Wuhan                         | Chine               | Ligne monorail Optics Valley                              | Suspendu             | 2023            | 6        | 10,5 km   | Ligne urbaine        | CRRC (Qingdao Sifang)                                      |
| Helsinki                      | Finlande            | Linnanmäki Monorail (Maisemajuna)                         |                      | 1979            | 1        | 0,5 km    | Parc d'attractions   |                                                            |
| Saint-Pourçain-sur-Besbre     | France              | Le Pal Monorail                                           |                      | 1973            | 1        |           | Parc d'attractions   | Fermé en 2024 !                                            |
| Wuppertal                     | Allemagne           | Wuppertal Suspension Railway                              | Suspendu             | 1901            | 20       | 13,3 km   | Ligne urbaine        | Stadler Rail                                               |
| Dresde                        | Allemagne           | Schwebebahn Dresden                                       | Funiculaire suspendu | 1901            | 1        | 0,27 km   | Ligne urbaine        |                                                            |
| Dortmund                      | Allemagne           | H-Bahn                                                    | Suspendu             | 1984            | 4        | 3,16 km   | Ligne urbaine        | Siemens Mobility                                           |
| Düsseldorf                    | Allemagne           | SkyTrain de Düsseldorf                                    | Suspendu             | 2002            | 4        | 2,5 km    | Ligne urbaine        | Siemens Mobility                                           |
| Rust                          | Allemagne           | Europa-Park                                               |                      | 1995            | 4        | 2,5 km    | Parc à thème         |                                                            |
| Soltau                        | Allemagne           | Heide Park                                                |                      | 1985            | 1        | 1,6 km    | Parc à thème         |                                                            |
| Bombay                        | Inde                | Monorail de Bombay                                        | poutre centrale      | 2014            | 17       | 19,54 km  | Ligne urbaine        | Scomi-Rail (en)                                            |
| Ravenne                       | Italie              | Monorail de Mirabilandia                                  |                      | 1992            | 1        | 1,5 km    | Parc à thème         | Severn Lamb                                                |
| Bologne                       | Italie              | Marconi Express                                           | Guidé aérien         | 2020            | 3        | 5,095 km  | Ligne urbaine        | Intamin                                                    |
| Chiba                         | Japon               | Monorail de Chiba                                         | Suspendu             | 1988            | 18       | 15,2 km   | Ligne urbaine        | Mitsubishi                                                 |
| Urayasu                       | Japon               | Ligne Disney Resort                                       |                      | 2001            | 4        | 5 km      | Parc d'attractions   |                                                            |
| Kitakyūshū                    | Japon               | Monorail de Kitakyūshū                                    | Poutre centrale      | 1985            | 13       | 8,8 km    | Ligne urbaine        |                                                            |
| Naha                          | Japon               | Monorail Okinawa Toshi                                    | Poutre centrale      | 2003            | 15       | 12,8 km   | Ligne urbaine        | Hitachi Rail Kawasaki                                      |
| Osaka                         | Japon               | Monorail d'Osaka                                          | Poutre centrale      | 1990            | 18       | 28 km     | Ligne urbaine        | Hitachi Rail Kawasaki                                      |
| Kanagawa                      | Japon               | Monorail Shōnan                                           | Suspendu             | 1970            | 8        | 6,6 km    | Ligne urbaine        | Mitsubishi                                                 |
| Tokyo                         | Japon               | Monorail Tama Toshi                                       | Poutre centrale      | 1998            | 19       | 16 km     | Ligne urbaine        | Hitachi Rail                                               |
| Tokyo                         | Japon               | Monorail de Tokyo                                         | Poutre centrale      | 1964            | 11       | 17,8 km   | Ligne urbaine        | Hitachi Rail                                               |
| Malacca                       | Malaisie            | Melaka Monorail (en)                                      |                      | 2010            | 3        | 2,5 km    |                      |                                                            |
| Kuala Lumpur                  | Malaisie            | Monorail de Kuala Lumpur                                  | Poutre centrale      | 2003            | 11       | 8,6 km    | Ligne urbaine        | Scomi-Rail (en)                                            |
| Kabupaten d'Indramayu         | Indonésie           | Indramayu Monorail                                        |                      | 2018            | 1        | 7,6 km    | Parc d'attractions   |                                                            |
| Mexico                        | Mexique             | Aerotrén (en)                                             |                      | 2007            | 2        | 3 km      | Ligne urbaine        | Doppelmayr - Garaventa                                     |
| La Haye                       | Pays-Bas            | Drievliet Amusement Park                                  |                      | 1968            |          |           | Parc d'attractions   |                                                            |
| Hardenberg                    | Pays-Bas            | Attractiepark Slagharen                                   |                      | 1978            |          |           | Parc d'attractions   |                                                            |
| Hellendoorn                   | Pays-Bas            | Avonturenpark Hellendoorn                                 |                      | 1977            |          |           | Parc d'attractions   | Mack                                                       |
| Rhenen                        | Pays-Bas            | Zoo de Ouwehands                                          |                      | 1979            |          |           | Zoo                  |                                                            |
| Calabar                       | Nigeria             | Intamin P8 monorail                                       |                      | 2016            | 3        | 1,1 km    |                      | Intamin                                                    |
| Moscou                        | Russie              | Monorail de Moscou                                        | Poutre centrale      | 2004            | 6        | 4,7 km    | Ligne urbaine        | Intamin modifié                                            |
| Singapour                     | Singapour           | Sentosa Express                                           | Poutre centrale      | 2007            | 4        | 2,1 km    | Ligne urbaine        | Hitachi Rail                                               |
| Johannesbourg                 | Afrique du Sud      | Monorail de l'Expo Centrek                                |                      | 2010            |          |           | Centre d'expositions |                                                            |
| Daegu                         | Corée du Sud        | Ligne 3 du métro de Daegu                                 | Poutre centrale      | 2015            | 30       | 23,9 km   | Ligne urbaine        | Hitachi Rail                                               |
| Saragosse                     | Espagne             | Plaza Imperial Monorail                                   |                      | 2008            | 2        | 0,6 km    |                      |                                                            |
| Kaohsiung                     | Taïwan              | Monorail de l'E-DA Theme Park (en)                        |                      | 2010            | 2        |           | Parc à thème         |                                                            |
| Chiang Mai                    | Thaïlande           | Monorail du zoo de Chiang Mai                             |                      | 2005            | 4        | 2 km      | Zoo                  |                                                            |
| Bangkok                       | Thaïlande           | monorail du Dream World Theme Park                        |                      | 1993            |          |           | Parc d'attractions   |                                                            |
| Pattaya                       | Thaïlande           | Monorail du Pattaya Park Resort                           |                      |                 |          | 2 km      | Parc de loisirs      |                                                            |
| Achgabat                      | Turkménistan        | Monorail d'Achgabat                                       |                      | 2016            | 3        | 5,2 km    |                      |                                                            |
| Dubai                         | Émirats arabes unis | Monorail de Palm Jumeirah                                 | Poutre centrale      | 2009            | 2        | 5,45 km   | Ligne urbaine        | Hitachi Rail                                               |
| Alton Towers                  | Royaume-Uni         | Alton Towers Monorail                                     |                      | 1987            | 2        | 1,4 km    | Parc de loisirs      |                                                            |
| Flamingo Land                 | Royaume-Uni         | Flamingo Land Monorail                                    |                      |                 |          |           | Parc à thème         |                                                            |
| Musée automobile de Beaulieu  | Royaume-Uni         | National Motor Museum Monorail                            |                      | 1975            | 2        | 1,6 km    | Desserte du musée    |                                                            |
| Great Yarmouth Pleasure Beach | Royaume-Uni         | Great Yarmouth Pleasure Beach Monorail                    |                      |                 |          |           | Parc de loisirs      |                                                            |
| Tampa                         | États-Unis          | Monorail de l'aéroport international de Tampa             |                      | 1991            |          |           | Desserte interne     | Bombardier                                                 |
| Newark                        | États-Unis          | AirTrain Newark, Aéroport international Liberty de Newark | Poutre centrale      | 1996            | 8        | 4,8 km    | Desserte aéroport    | Von Roll Adtranz                                           |
| Jacksonville                  | États-Unis          | Monorail de Jacksonville                                  | Poutre centrale      | 1989            | 8        | 4 km      | Ligne urbaine        | VAL 256 de Matra remplacé en 1997 par Bombardier Transport |
| Las Vegas                     | États-Unis          | Monorail de Las Vegas                                     |                      | 2004            | 7        | 6,3 km    | Ligne urbaine        |                                                            |
| Seattle                       | États-Unis          | Monorail de Seattle                                       |                      | 1962            | 2        | 1,54 km   | Ligne urbaine        |                                                            |
| Anaheim                       | États-Unis          | Disneyland Monorail                                       |                      | 1959            | 2        | 4 km      | Parc d'attractions   |                                                            |
| Bay Lake                      | États-Unis          | Walt Disney World Monorail                                |                      | 1971            | 6        | 23,66 km  | Parc d'attractions   |                                                            |
| Hershey (Pennsylvanie)        | États-Unis          | Hersheypark                                               |                      | 1969            |          |           | Parc d'attractions   |                                                            |
| Lancaster                     | États-Unis          | Dutch Wonderland                                          |                      |                 |          |           | Parc d'attractions   |                                                            |
| Ocean City                    | États-Unis          | Gillian's Wonderland Pier (en)                            |                      |                 |          |           | Parc d'attractions   |                                                            |
| Marshall                      | États-Unis          | Little Amerricka (en)                                     |                      |                 |          |           | Parc d'attractions   |                                                            |
| Miami                         | États-Unis          | Monorail du Miami MetroZoo                                |                      | 1984            | 4        | 5 km      | Zoo                  |                                                            |
| New York                      | États-Unis          | Monorail du zoo du Bronx                                  |                      | 1977            |          |           | Zoo                  |                                                            |
| Dallas                        | États-Unis          | Monorail du zoo de Dallas (en)                            |                      | 1989            |          |           | Zoo                  |                                                            |
| Gilroy                        | États-Unis          | Gilroy Gardens Monorail                                   |                      | 2001            |          |           | Autre                |                                                            |
| Sacramento                    | États-Unis          | Monorail de Cal Expo (en)                                 |                      | 1969            |          |           | Autre                |                                                            |
| Aiea                          | États-Unis          | Monorail du Pearlridge Center (en)                        |                      | 1976            | 2        | 0,5 km    | Autre                | Rohr Industries                                            |
| Fairfield                     | États-Unis          | Monorial du Jungle Jim's International Market (en)        |                      | 1971            |          |           | Autre                |                                                            |
| Memphis                       | États-Unis          | Memphis Suspension Railway (en)                           |                      | 1982            |          |           | Autre                |                                                            |

## Afrique

### Afrique du Sud
- Johannesbourg - Soweto, long de 44,7 km, projet en cours? [réf. nécessaire]
- Sun City casino resort[13]

### Algérie
- Alger deux lignes de 67 km en projet, le début des travaux est prévu pour 2025 [14]

### Égypte
- Le Caire - Alexandrie, long de 52 km, projet en cours [réf. nécessaire]

### Maroc
- Fès, projet d'un monorail suspendu en cours [réf. nécessaire]

### Nigeria
- Calabar, long de 12 km, [réf. nécessaire]

 Îles Canaries,  Espagne
- Las Palmas de Grande Canarie, 'Tren Vertebrado', Installation expérimentale, démontée dans les années 70. (YouTube)

## Amérique du Nord

### Canada
- Wasaga Beach en Ontario, long de 3 km, projet en cours [réf. nécessaire]
- Zoo de Granby
- Projets proposés à Québec et Montréal[15]

#### Parcs d'attractions
- Canada's Wonderland, Pedal Car, long de 234 m, depuis 1998
- La Ronde, Montréal, long de 2.1 km, de 1967 à 2019

### États-Unis
- Centre commercial Pearlridge, île d'Oahu, Hawaï, long de 5 km, depuis 1976
- Miami MetroZoo, Miami en Floride, long 3.2 km, depuis 1982
- Monorail de Jacksonville, Jacksonville en Floride, long de 7 km, depuis 1997
- Monorail de Las Vegas, Las Vegas au Nevada, long 6.3 km, depuis juillet 2004
- Monorail de Seattle, long 1.5 km, depuis 1962
- Monorail du centenaire, long 155 m, démonstration lors de l'exposition du centenaire de 1876 à Philadelphie

#### Aéroports
- Aéroport international de Tampa en Floride, long de 1 km depuis 1991
- Aéroport international d'Oakland en Californie, long de 5.1 km, projet en cours
- Aéroport international Liberty de Newark dans le New Jersey, long de 4.8 km, depuis 1995

#### Parcs d'attractions
- Carowinds, entre 1973 et 1994
- Disneyland Monorail, parc Disneyland, à Anaheim en Californie, long de 3,7 km, depuis 1959 (réfection prévue)
- Dutch Wonderland
- Hersheypark, depuis 1969
- Gillian´s Wonderland Pier
- Gilroy Gardens, depuis 2001
- Morey's Piers :
  - Sky Cycle, Pedal Car
  - Sky Ships
- Six Flags Magic Mountain en Californie, long de 1 km, depuis 1971
- Walt Disney World Monorail, parc Walt Disney World Resort en Floride, long de 23.6 km, depuis 1971

#### Universités
- Université Old Dominion, Norfolk en Virginie, en construction [réf. nécessaire]

## Amérique du Sud

### Brésil
- Ligne 15 du métro de São Paulo, depuis 2015
- Ligne 17 du métro de São Paulo
- Ligne 18 du métro de São Paulo
- Centre commercial Barra près de Rio de Janeiro, long de 1.6 km, depuis 1996
- Curitiba, en projet
- Parc d'attractions Aldeia do Papai Noel, Gramado, depuis 2009
- Poços de Caldas, depuis 1990

## Asie

### Arabie saoudite
- La Mecque, projet en cours[16],[17]
- Riyadh King Abdullah Financial District, projet en cours, 3,6 km[17]

### Bahreïn
- Bahreïn, projet retardé pour des raisons financières[18]

### Corée du Nord
- Parc d'attractions de Mangyongdae, près de Pyongyang.

### Turkménistan
- Achgabat[19],[20]

### Corée du Sud
- Parc Lotte World, depuis 1989
- Parc Daedeok Innopolis, Daejeon, long de 2,4 km, depuis 1993
- Ligne 3 du métro de Daegu, 24 km, mise en service en 2015
- Séoul, long de 6,7 km, prévu pour ouvrir en 2012
- Wolmido Monorail Incheon, Incheon, long de 5,1 km, depuis 2010

### Chine

#### Lignes urbaines
- Chongqing, depuis juin 2005
- Wuhu, depuis 2021
- Wuhan, depuis 2023

#### Parcs d'attractions
- Beijing Shijingshan Amusement Park :
  - Fruit and Vegetable
  - UFO Bicycle, Pedal Car
- Yinchuan, depuis 2017
- Happy Valley Shanghai, depuis 2009
- Leofoo Village Theme Park
- Shenzhen, long de 4.4 km, depuis 1998
- Weihai, long de 4.3 km, prévue pour ouvrir en 2008
- Window of the World, long de 1.7 km, depuis 1993

### Émirats arabes unis
- Aéroport de Jebel Ali, à Dubaï
- Abou Dabi, long de 30 km, projet en cours
- Dubaï, long de 1,3 km, ouverture prévue en décembre 2008 (extension de 2 km prévue pour ouvrir en septembre 2009)
- Monorail de Palm Jumeirah, long de 5,4 km, depuis le 7 mai 2009

### Inde
- Bombay, long de 8,9 km (en service depuis février 2014)
- Bangalore, long de 84 km, en projet
- Chennai, long de 300 km, projet en cours, ce sera à terme la plus longue ligne de monorail au monde.
- Delhi, long de 60 km, en projet
- Jaipur, en projet

### Indonésie
- Monorail de Jakarta, Jakarta, long de 27 km, projet abandonné en mars 2008 en raison de problèmes financiers chez l'investisseur[21].

### Japon
- Monorail du zoo d'Ueno, Tokyo, long de 0,3 km, 1958-2019
- Monorail de Tokyo, Tokyo, long de 17,8 km, depuis 1964
- Monorail Shōnan, Kamakura et Fujisawa, long de 6,6 km, depuis 1970
- Monorail de Kitakyūshū, Kitakyūshū, long de 8,8 km, depuis 1985
- Monorail de Chiba, Chiba, long de 15,5 km, depuis 1988
- Monorail d'Osaka, Préfecture d'Osaka, long de 28 km, depuis 1990
- Monorail Tama Toshi, Tokyo, long de 16 km, depuis 1998
- Ligne Skyrail Midorizaka, Hiroshima, long de 1,3 km, 1998-2024
- Ligne Tokyo Disney Resort, Tokyo Disney Resort, Urayasu, long de 4,8 km, depuis 2001
- Monorail Okinawa Toshi, Naha, long de 12,8 km, depuis 2003

### Malaisie

#### Monorails en service
- Monorail de Kuala Lumpur, long de 8,6 km, depuis 2003
- Malacca, long de 1,8 km, depuis 2010

#### Monorails en projet ou abandonné
- Sunway City près de Kuala Lumpur, long de 3,2 km, fonctionna de 2000 à 2007
- Putrajaya, long de 18 km, construction arrêtée
- Johor Bahru, en consultation, long de 20 km (ligne 1) et 35 km (ligne 2), proposé à plusieurs reprises, une en 2016[22]
- Penang, le projet initial est arrêté[23], un autre projet de 7 km est proposé mais il n'est pas prioritaire[réf. nécessaire].

### Pakistan
- Karachi, long de 18 km, en projet [réf. nécessaire]

### Singapour
- Île de Sentosa, long de 6,4 km, de 1981 au 17 mars 2005 (en cours de remplacement)
- Jurong Birdpark, long de 1,7 km, depuis 1991
- Sentosa Express, long de 2,1 km, depuis le 15 janvier 2007

### Thaïlande
- Bangkok, long de 1,6 km, depuis 1994
- Zoo de Chiang Mai, Chiang Mai, long de 2 km, depuis 2005

### Turquie
- Université technique du Moyen-Orient à Ankara, long de 1,5 km, depuis 2007
- Istanbul rive ouest, long de 3,4 km, projet en cours[24]

### Turkménistan
- Achgabat

### Viêt Nam
- Hô Chi Minh-Ville, long de 32 km, projet en cours

## Europe

### Allemagne
- Jardin de Magdebourg, long de 2,8 km, depuis 1999
- Munich, long de 38 km, projet en cours, ouverture prévue en 2014 (projet abandonné depuis 27 mars 2008)
- Munich - Berlin, projet abandonné
- Piste d'essais de l'arrondissement du Pays de l'Ems, long de 31,5 km, depuis 1980
- SkyTrain de l'aéroport de Düsseldorf, long de 2,5 km, depuis 2002
- Université technique de Dortmund, long de 3 km, depuis 1984
- Wuppertal, long de 13,3 km, depuis 1901

#### Parcs d'attractions
- Churpfalzpark, Pedal Car
- Erlebnispark Strasswalchen
- Europa-Park :
  - EP Express, long de 2,5 km, depuis 1995
  - Monorail, long de 1.1 km, depuis 1990
  - Volo Da Vinci, Pedal Car, depuis 2011
- Fort Fun Abenteuerland, entre 1994 et 2007
- Freizeitpark Lochmühle, depuis 1980
- Heide Park, long de 1.2 km, depuis 1986
- Holiday Park, long de 1.2 km, entre 1973 et 2010
- Panorama-Park Sauerland Wildpark, entre 1992 et 2007
- Phantasialand :
  - Phantasialand Jet, long de 1 km, entre 1974 et 2008
  - Würmling Express, depuis 2010
- Rasti-Land, depuis 1978
- Schloss Thurn
- Schwaben Park, Pedal Car

### Belgique

#### Parcs d'attractions
- Bellewaerde, entre 1983 et 2008
- Bobbejaanland :
  - Monorail, long de 2 km, depuis 1976
  - Horse Pedalo, Pedal Car, depuis 1987
- Mega Speelstad
- Meli Park, entre 1972 et 2006

### Danemark

#### Parcs d'attractions
- Bakken, Pedal Car
- BonbonLand, Pedal Car
- Legoland Billund

### Espagne
- Parc Parque de Atracciones de Madrid
- Plaza Imperial, Saragosse, long de 0.6 km, depuis 2008[25]
- PortAventura Park, depuis 2011

### Finlande
- Parc Linnanmäki, depuis 1979

### France
- Châteauneuf-sur-Loire, long de 1,37 km, 1959 (SAFEGE, voie expérimentale de monorail-métro suspendu sur pneu, détruite à la fin des années 1960).
- Monorail de Panissières, Feurs - Panissières, long de 16.9 km, entre 1893 et 1902. Cette ligne a connu de nombreux essais mais, devant la faiblesse de l'infrastructure, elle n'obtint jamais l'autorisation de mise en service.
- Gometz-le-Châtel - Limours, long de 6,7 km, 1966 (prototype) (cf Aérotrain).
- Saran - Ruan, long de 18km, 1969-1977 (prototype), l'Aérotrain de Jean Bertin a failli connaître une exploitation commerciale.

#### Parcs d'attractions
- Bagatelle, depuis 1980
- Cigoland
- Dennlys Parc
- Didi'Land, Pedal Car, 2012
- Le Pal
- Nigloland
- Parc Astérix, Pedal Car
- Parc du Bocasse, Pedal Car
- Terra Botanica, Pedal Car, depuis 2010
- Walygator Parc, depuis 1989

### Irlande
- Listowel-Ballybunion, long de 16 km, du 1er mars 1888 au 14 octobre 1924
- Listowel, long de 1 km, rouvert en 2004 pour le tourisme

### Italie
- Parc Gardaland à Castelnuovo del Garda, depuis 1989
- Parc Italia in miniatura à Rimini, long de 700 m
- Parc Mirabilandia à Ravenne :
  - Mirabilandia Express, long de 1,470 km, depuis 1999
  - Monosaurus, depuis 2004
- Parc Movieland Studios à Lazise, depuis 2003
- Marconi Express, monorail automatique à Bologne, long de 5,095 km, depuis 2020

### Pays-Bas
- Amsterdam - Groningue, Projet en cours
- Amsterdam - Amsterdam, Projet en cours

#### Parcs d'attractions
- Avonturenpark Hellendoorn :
  - Dino Sky Pedalo, Pedal Car, depuis 1994
  - Monorail, long de 0.5 km, depuis 1977
- Drievliet, depuis 1968
- Duinrell, Pedal Car
- Peuple des Lavanors, parc Efteling à Kaatsheuvel, long de 450 mètres, depuis 1990

### Royaume-Uni
- Beaulieu dans le Hampshire, long de 1.6 km, depuis 1974
- Brighton, projet en cours [réf. nécessaire]
- Chester dans le Cheshire, long de 1.5 km, depuis 1991
- Liverpool, projet en cours [réf. nécessaire]

#### Aéroports
- Birmingham[26]
- Monorail de l'aéroport de Londres Gatwick, aéroport de Londres-Gatwick, entre le terminal nord et le terminal sud, depuis 2010

#### Parcs d'attractions
- Alton Towers dans le Staffordshire :
  - Monorail, long de 3.2 km, depuis 1987
  - Squirrel Nutty, depuis 1996
- Chessington World of Adventures, depuis 1987
- Fantasy Island
- Flamingo Land Theme Park & Zoo
- Legoland Windsor, Pedal Car
- Pleasure Beach, Blackpool, depuis 1967. (relocalisation de l'exposition nationale suisse de 1964)[27]
- Pleasure Island Family Theme Park, Pedal Car

### Russie
- Monorail de Moscou, Moscou, long de 4.7 km, depuis janvier 2005 (extension en projet)

### Suède
- Uppsala[28]

### Suisse
- Le Châtelard, entre 1977 et 1988

## Océanie

### Australie
- Hotel Grand Mercure, long de 1.3 km, depuis 1989 [réf. nécessaire]
- Sydney, long de 3.6 km, a fonctionné de 1988 à 2013. Démantelé au profit du réseau de tramway.

#### Parc d'attractions
- Parc Sea World, Surfers Paradise, long de 2 km, depuis 1988

### Nouvelle-Zélande
- Anau-Milford, long de 41 km, projet en cours [réf. nécessaire]

## Galerie de photographies

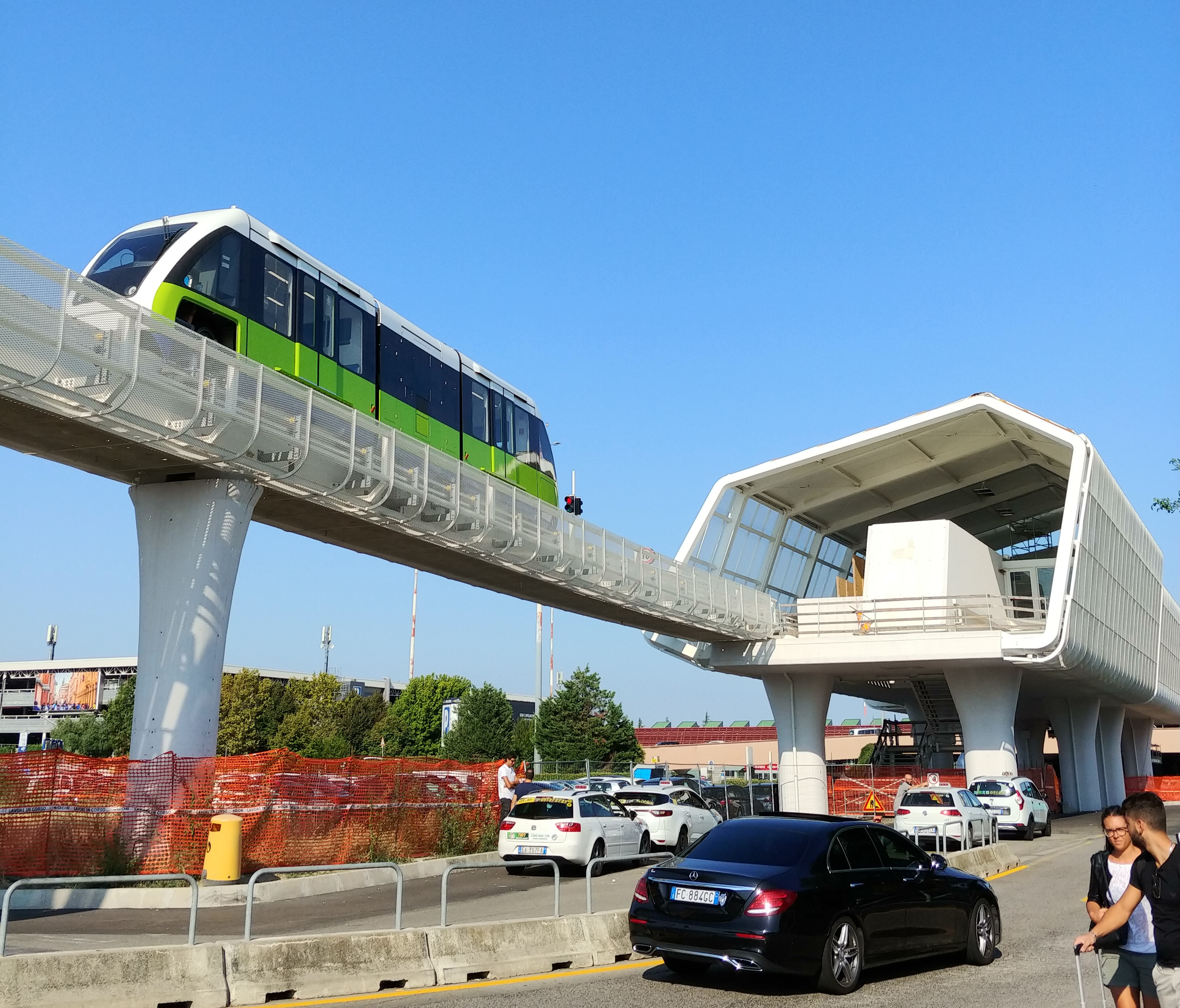
Marconi Express, Bologne, Italie
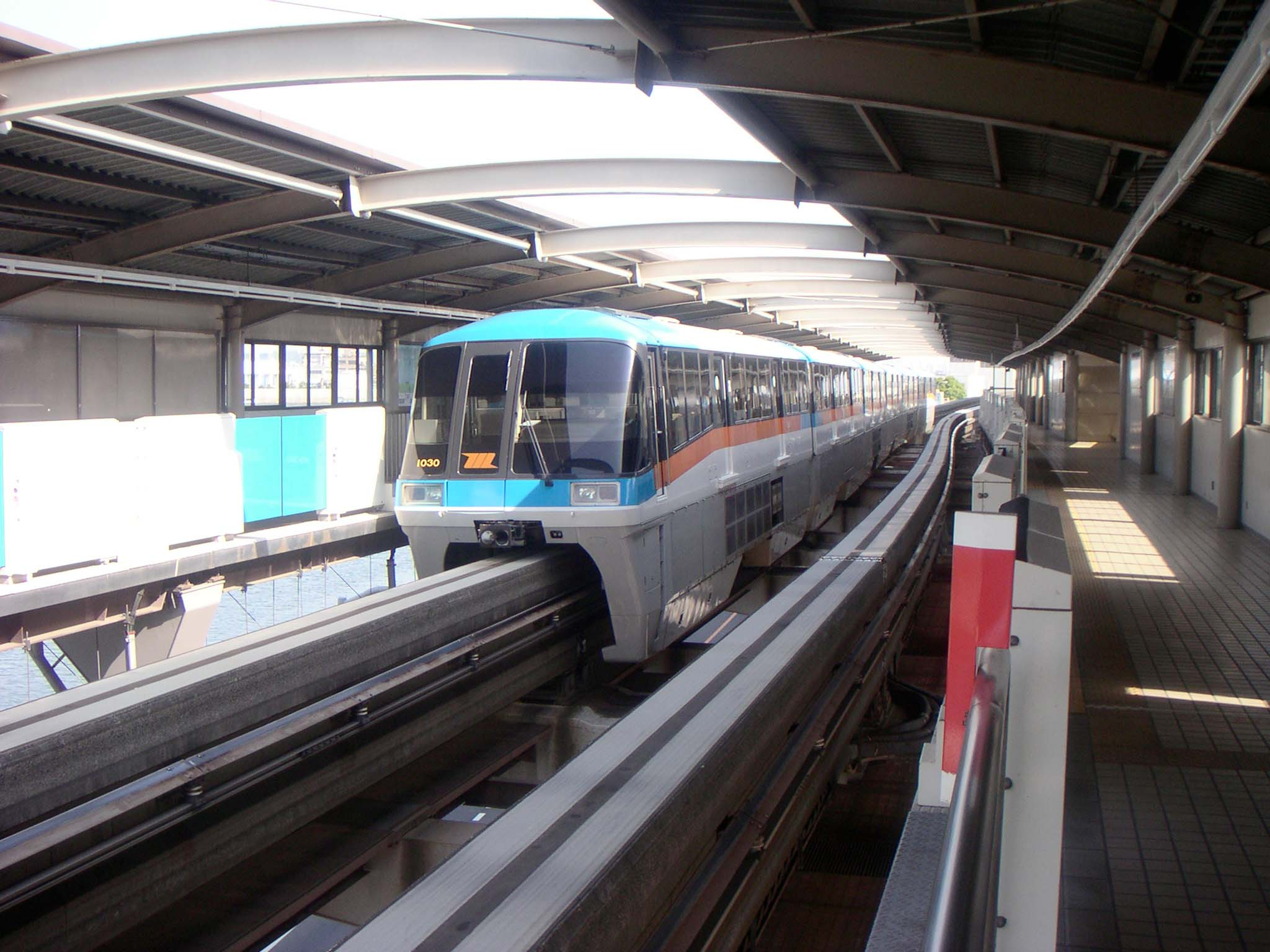
Monorail de Tokyo, Tokyo, Japon
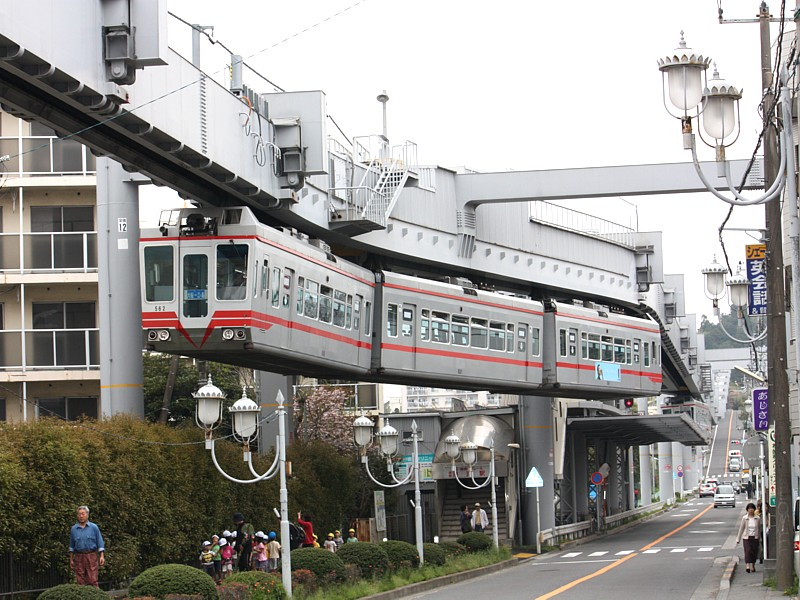
Monorail Shōnan, Tokyo, Japon
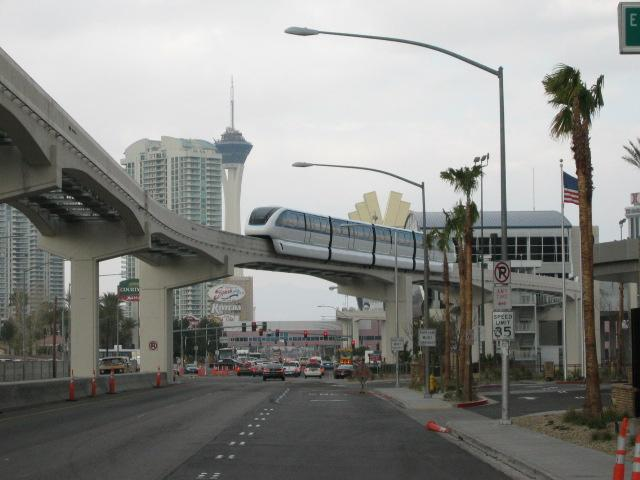
Monorail de Las Vegas, Las Vegas, États-Unis
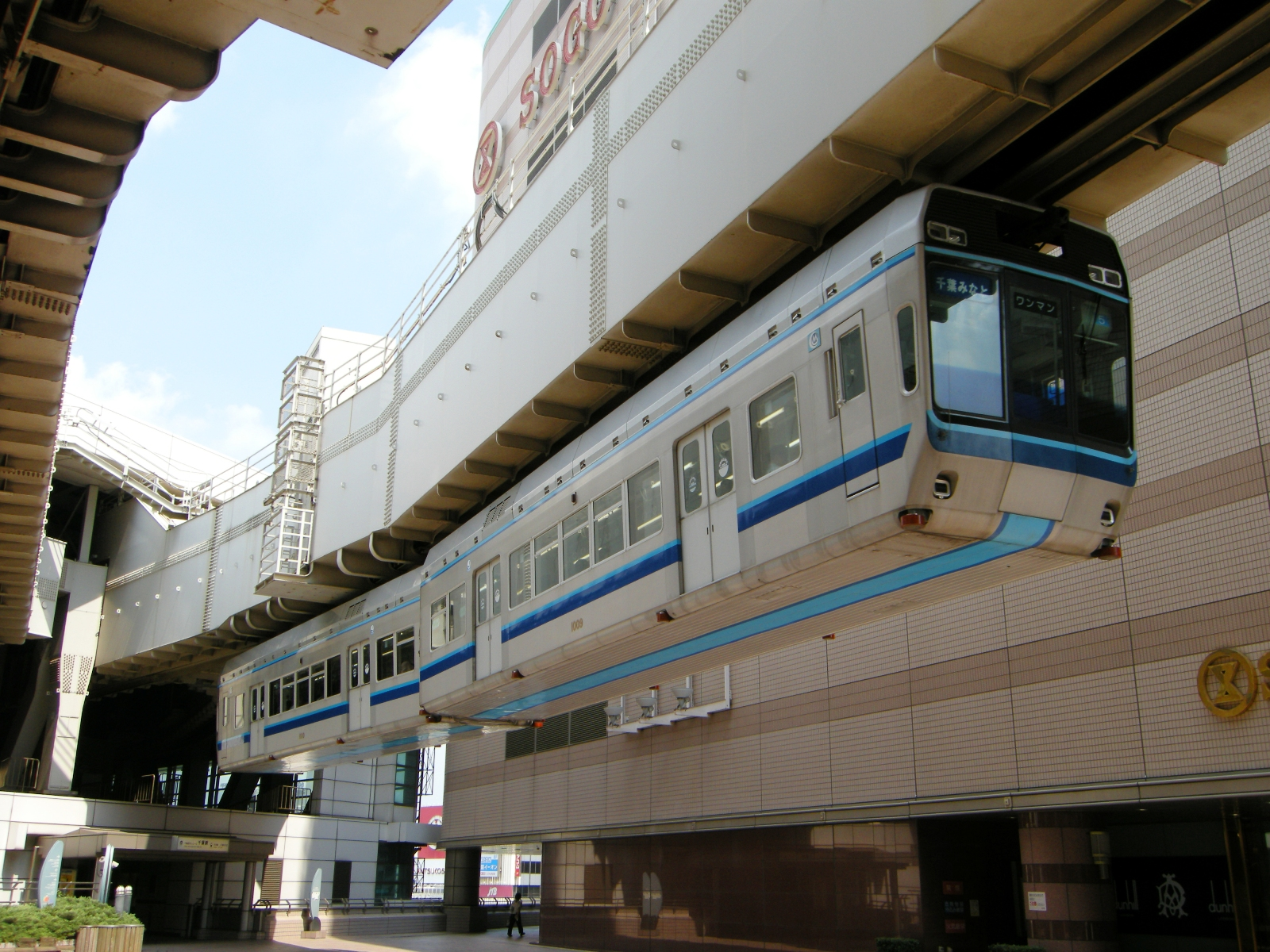
Monorail de Chiba, Chiba, Japon
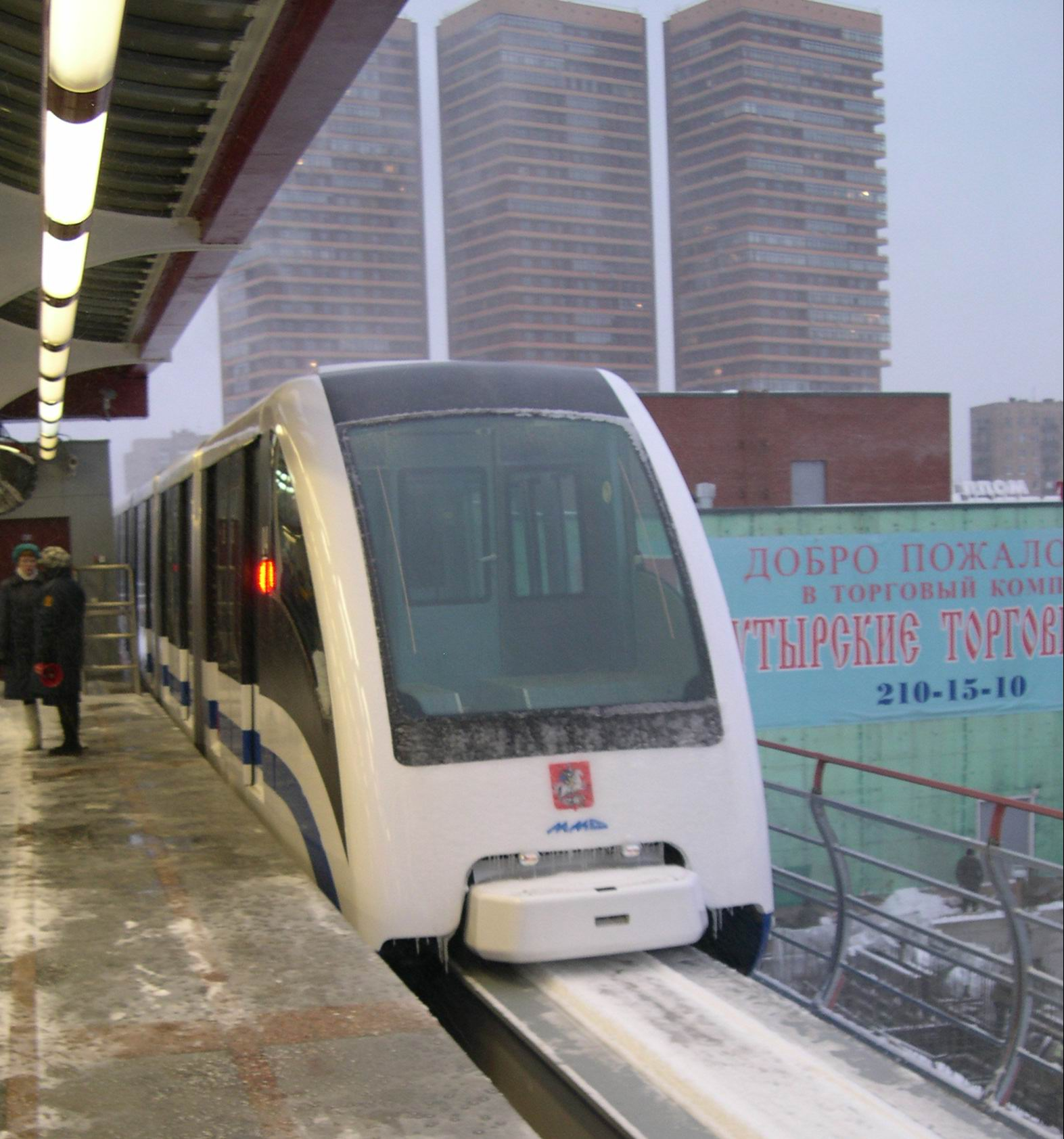
Monorail de Moscou
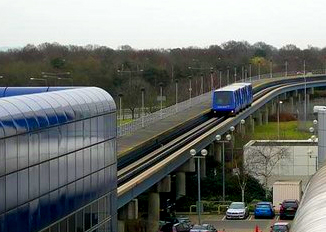
Monorail de l'aéroport de Londres Gatwick
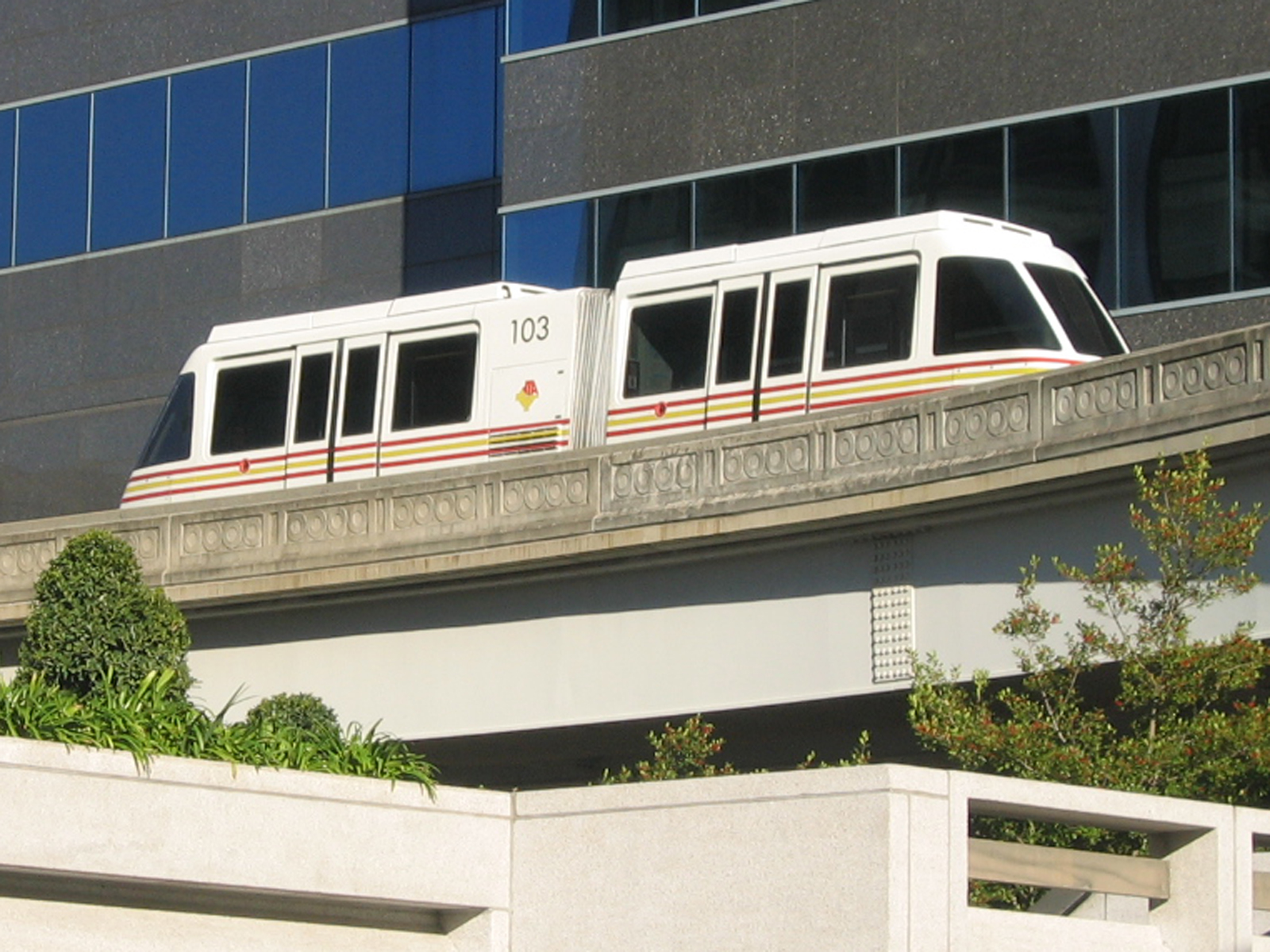
Monorail de Jacksonville, États-Unis
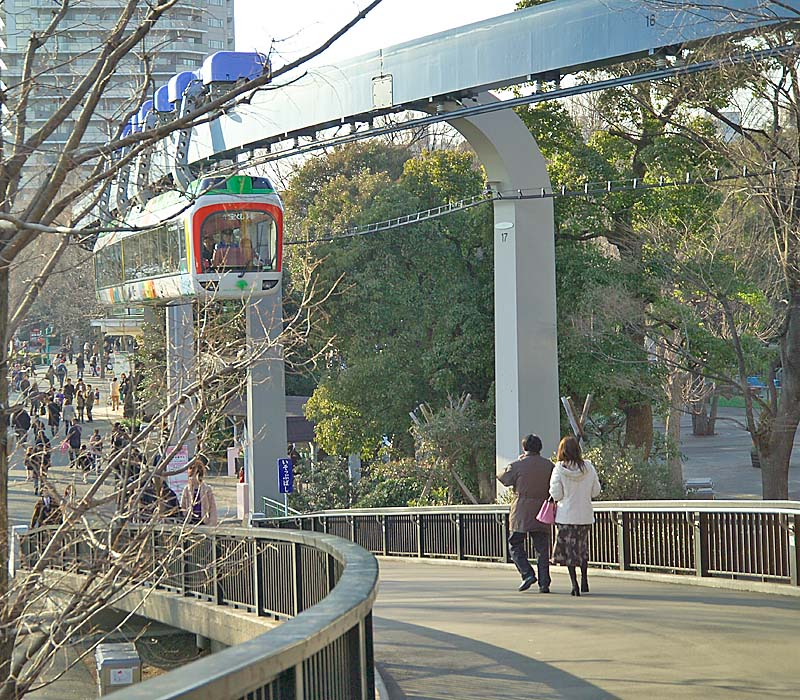
Monorail du zoo d'Ueno, Tokyo, Japon
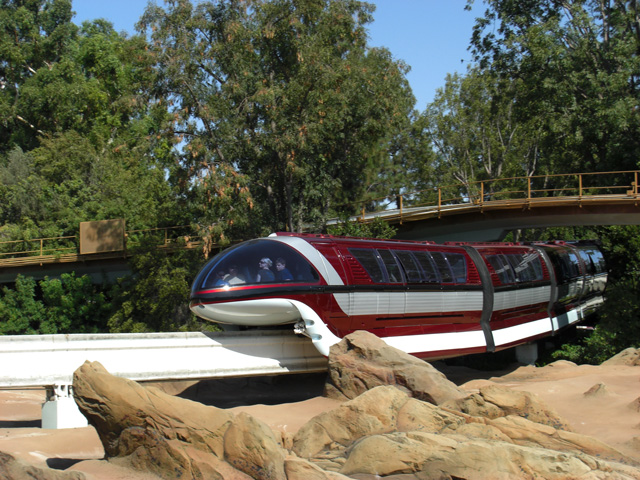
Disneyland Monorail, Disneyland Resort, Californie, États-Unis
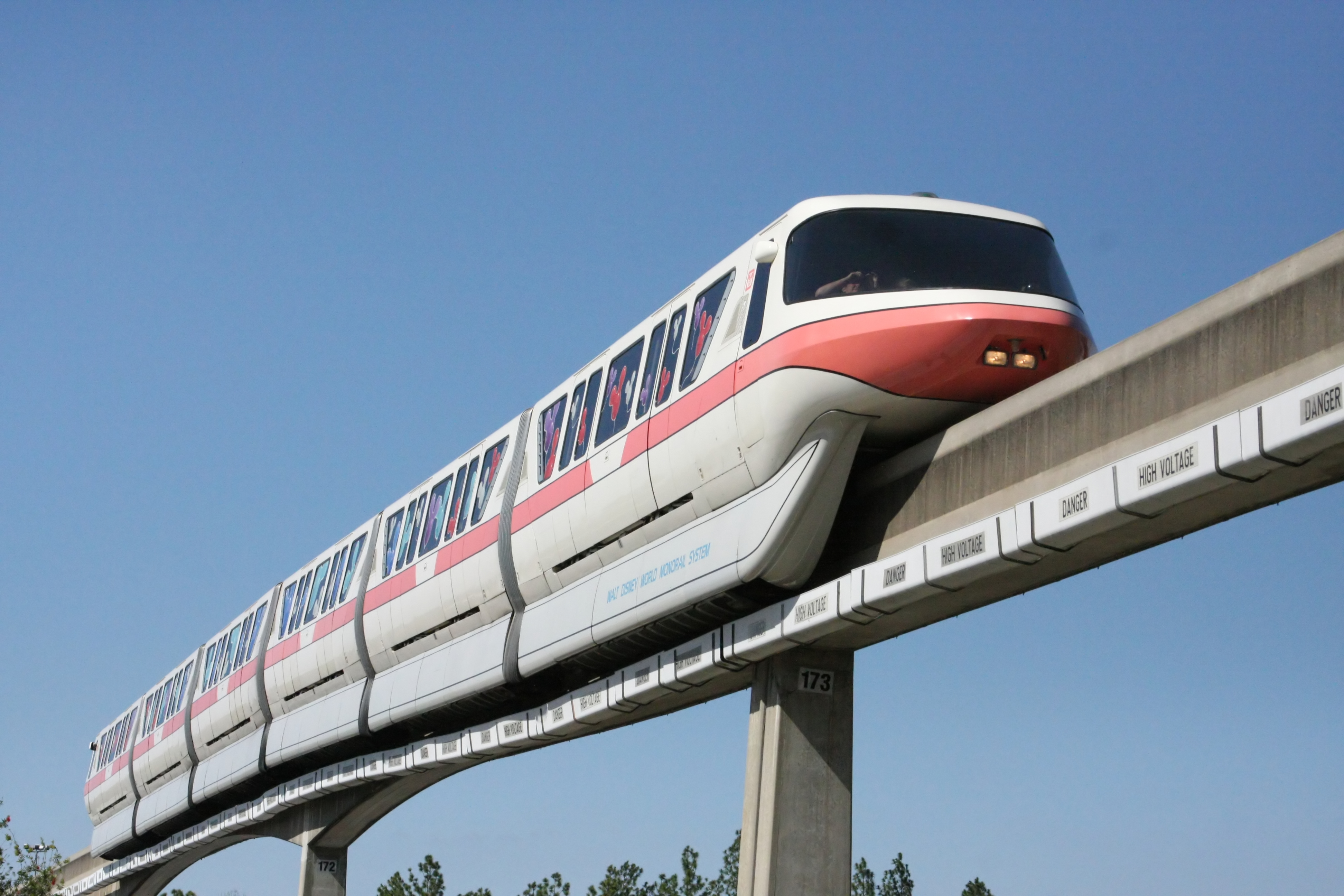
Walt Disney World Monorail, Walt Disney World Resort, Floride, États-Unis
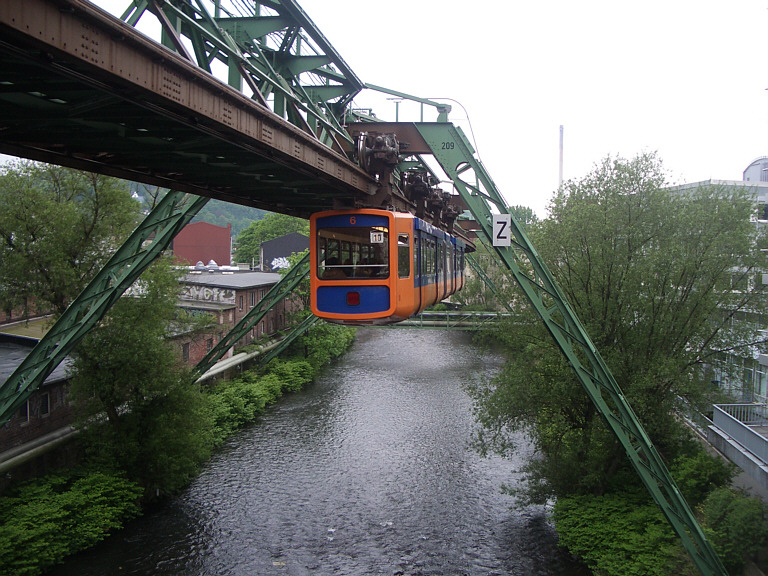
Wuppertaler Schwebebahn, Wuppertal, Allemagne
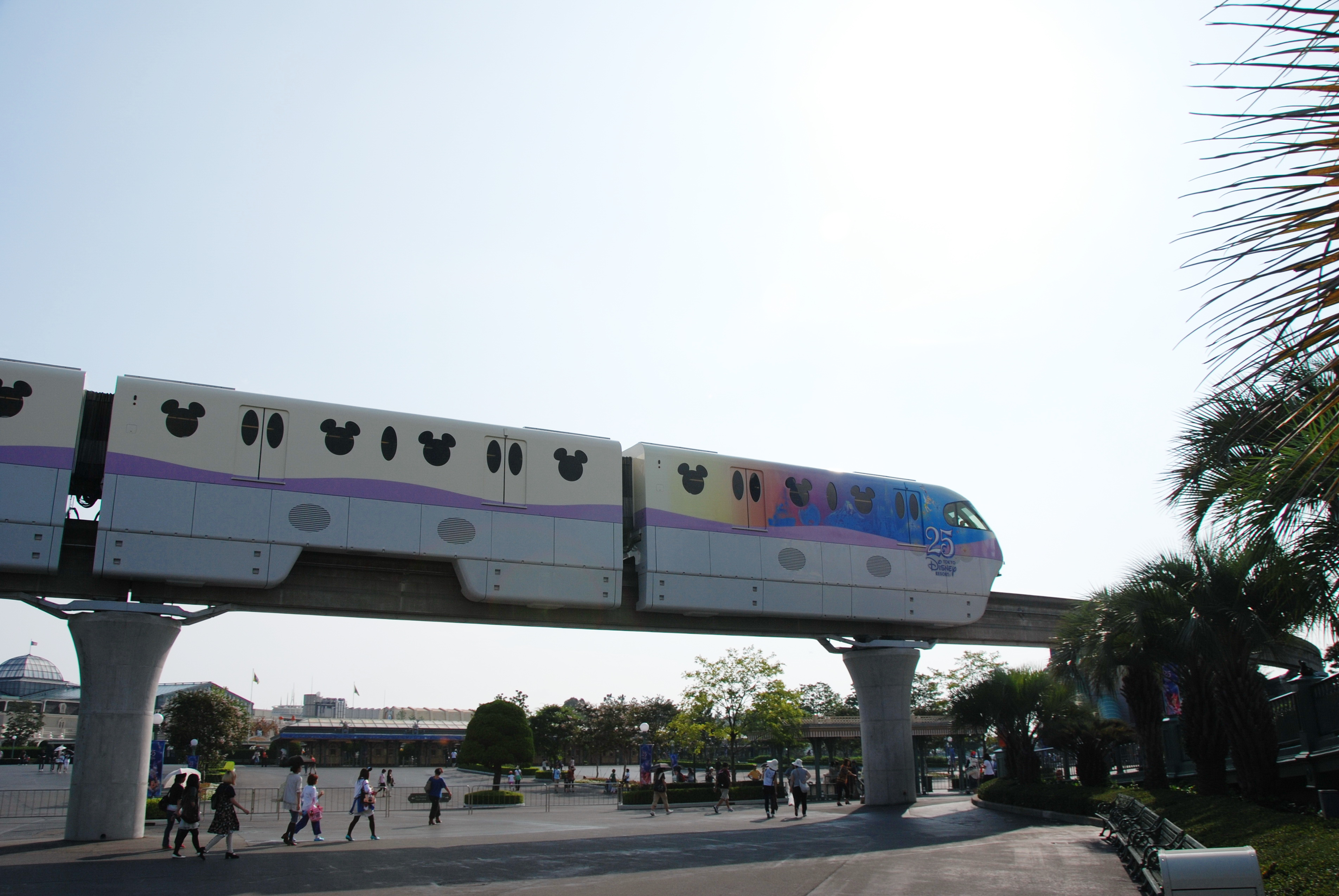
Tokyo Disney Resort Line, Tokyo Disney Resort, Urayasu, Japon
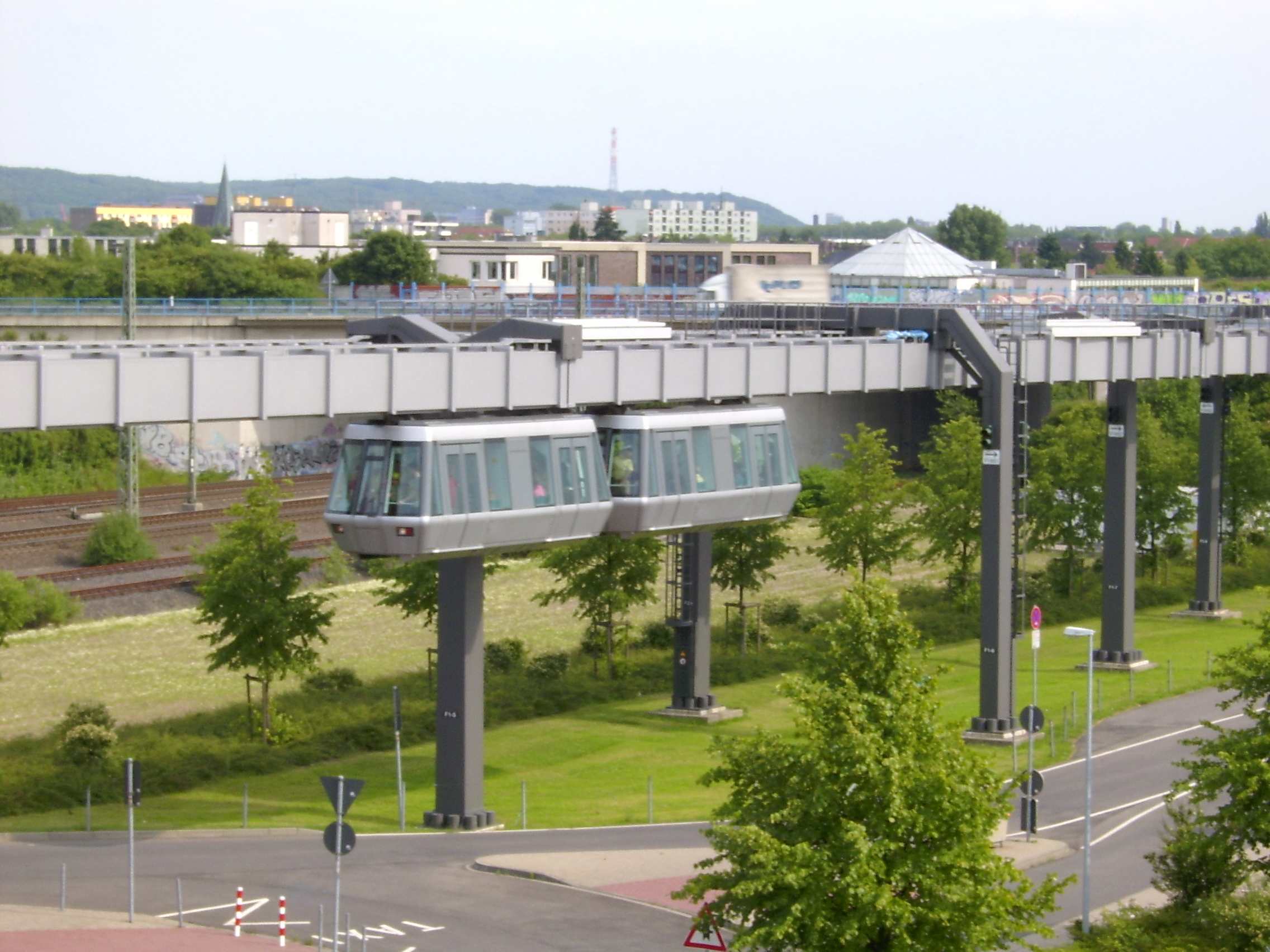
SkyTrain de Düsseldorf, Düsseldorf, Allemagne